# Свети Йоан Кръстител (Галатища)
„Свети Йоан Кръстител“ (на гръцки: Ἱερός Ναός Ἁγίου Ιωάννου Προδρόμου Γαλατίστης) е православна църква в паланката Галатища, Халкидики, Гърция, част от Йерисовската, Светогорска и Ардамерска епархия, енория „Успение Богородично“.

## Описание
Църквата е построена в 1835 година и ремонтирана в 1872 година. Представлява трикорабна базилика с размери 17 на 10 метра. Има резбован иконстас и ценни икони и стенописи в проскомидията, датиращи от XIX век. Храмът притежава икони от майстори от Галатищката художествена школа. Престолната икона „Исус Христос Вседържител“ (1831), както и иконите „Свети Йоан Предтеча“ (1831), „Света Богородица Елеуса със Свети Йоан Предтеча“ (1834), „Свети Атанасий Александрийски и Свети Антоний“ (недатирана) и „Свети Димитър“ са дело на Атанасий Галатищки, а „Свети Елевтерий и Света Екатериа“ (1847) е дело на сина му Георгиос Атанасиу. Царската икона на „Свети Георги“ е дело на Вениамин Галатищки, подписана „διά χειρός Βενιαμίν μοναχού και Μακαρίου ιερομονάχου των αυταδέλφων των εκ Γαλατίστη“. Иконата на Свети Николай (1859) е на Йоанис Папаталасиу.